# Albert Sormany
Pour les articles homonymes, voir Sormany.
Albert M. Sormany était un enseignant, un médecin et un homme politique canadien. Nationaliste acadien influent, il joue un rôle central dans la construction identitaire du Madawaska, une région frontalière canado-américaine.

## Biographie
Albert M. Sormany naît en 1885 à Lamèque, au Nouveau-Brunswick. C'est un Acadien dont le père est d'origine jersiaise.
Il étudie au Collège Sacré-Cœur de Caraquet de 1899 à 1906. Il entre ensuite à l'Université Laval, où il est diplômé en médecine en 1910. Il installe son cabinet la même année à Edmundston, où il pratique durant plus de 50 ans.
En 1913, il fonde à Edmundston le journal Le Madawaska avec l'avocat Maximillien Cormier.
Il est maire d'Edmundston de 1914 à 1915 et intègre la commission scolaire d'Edmundston durant la même période. Il préside la Société mutuelle l'Assomption, désormais Assomption-Vie, de 1927 à 1951. Il est président-fondateur de l'Association acadienne d'éducation du Nouveau-Brunswick en 1936. Il fait pression sur le premier ministre John Babbitt McNair afin d'obtenir la création de cours d'été pour les instituteurs et institutrices. Il participe à la création du Collège Saint-Louis d'Edmundston en 1946. Il y enseigne la biologie de 1953 à 1965. Il s'implique aussi dans l'Action catholique, notamment l'Association catholique de la jeunesse canadienne, section acadienne. La rue Sormany près du centre-ville d'Edmundston a été nommée en son honneur.
Il meurt en 1970. L'école La Cité des jeunes A. M. Sormany d'Edmundston porte son nom depuis 1972.